# وينيبيغ جيتس
وينيبيغ جيتس (بالإنجليزية: Winnipeg Jets)‏ هو فريق هوكي جليد كندي محترف يلعب في الشعبة الوسطى من القسم الغربي في دوري الهوكي الوطني (NHL).